# Pierre de Coubertin
Vous lisez un « bon article » labellisé en 2013.
Pierre de Coubertin, né Charles Pierre Fredy de Coubertin le 1er janvier 1863 à Paris et mort le 2 septembre 1937 à Genève en Suisse, est le rénovateur des Jeux olympiques qu'il relance à la fin du XIXe siècle, devenant le père des Jeux modernes. Il est au départ un historien et pédagogue français fortement influencé par la culture anglo-saxonne. Il a particulièrement milité pour l'introduction du sport dans les établissements scolaires français.
Dans ce cadre, il prend part à l'éclosion et au développement du sport en France dès la fin du XIXe siècle avant d'être le rénovateur des Jeux olympiques de l'ère moderne en 1894 et de fonder le Comité international olympique (CIO), dont il est le président de 1896 à 1925. Durant cette période, il dessine les anneaux olympiques et installe le siège du CIO à Lausanne en 1915 où il crée un musée et une bibliothèque. Il milite également pour la création des Jeux olympiques d'hiver dont la première édition a lieu à Chamonix en 1924.
Son intérêt pour le domaine scolaire le met en concurrence avec les tenants de la gymnastique et de l'éducation physique, plus proches des préoccupations de la IIIe République. Son intérêt pour les innovations pédagogiques d'outre-Manche le rapproche du développement du scoutisme laïc français ; il participe à son émergence, dans un contexte conflictuel.
Son humanisme est contesté par des chercheurs qui décèlent chez lui un esprit colonial teinté de racisme et une misogynie affirmée. Des études récentes émettent des avis différents.
Coubertin est connu pour l'ensemble de son œuvre écrite, partagée entre d'importants ouvrages pédagogiques, le plus souvent en étroite relation avec les pratiques sportives et des œuvres historiques et politiques.

## Biographie
Charles Pierre Fredy de Coubertin, né le 1er janvier 1863 au no 20 de la rue Oudinot, dans le 7e arrondissement de Paris, fait ses études de 1874 à 1881 chez les jésuites de l'école Saint-Ignace, rue de Madrid, où il semble se destiner au métier des armes. Il passe son baccalauréat ès lettres en 1880 et ès sciences en 1881[réf. nécessaire]. Admissible à Saint-Cyr, il écarte alors la carrière militaire et s'inscrit en 1882 à l'École libre des sciences politiques, où il obtient le titre de bachelier en droit en 1885. Il est aussi étudiant en droit à l'Institut catholique de Paris.
Dès 1883 et ses séjours outre-Manche, il pratique tous les sports anglo-saxons (aviron, boxe, équitation et escrime). C'est au tir qu'il se distingue comme Justinien Clary, premier président du Comité olympique français (COF) et plus tard, Jean de Beaumont. Coubertin est multiple champion de France de tir au pistolet,.

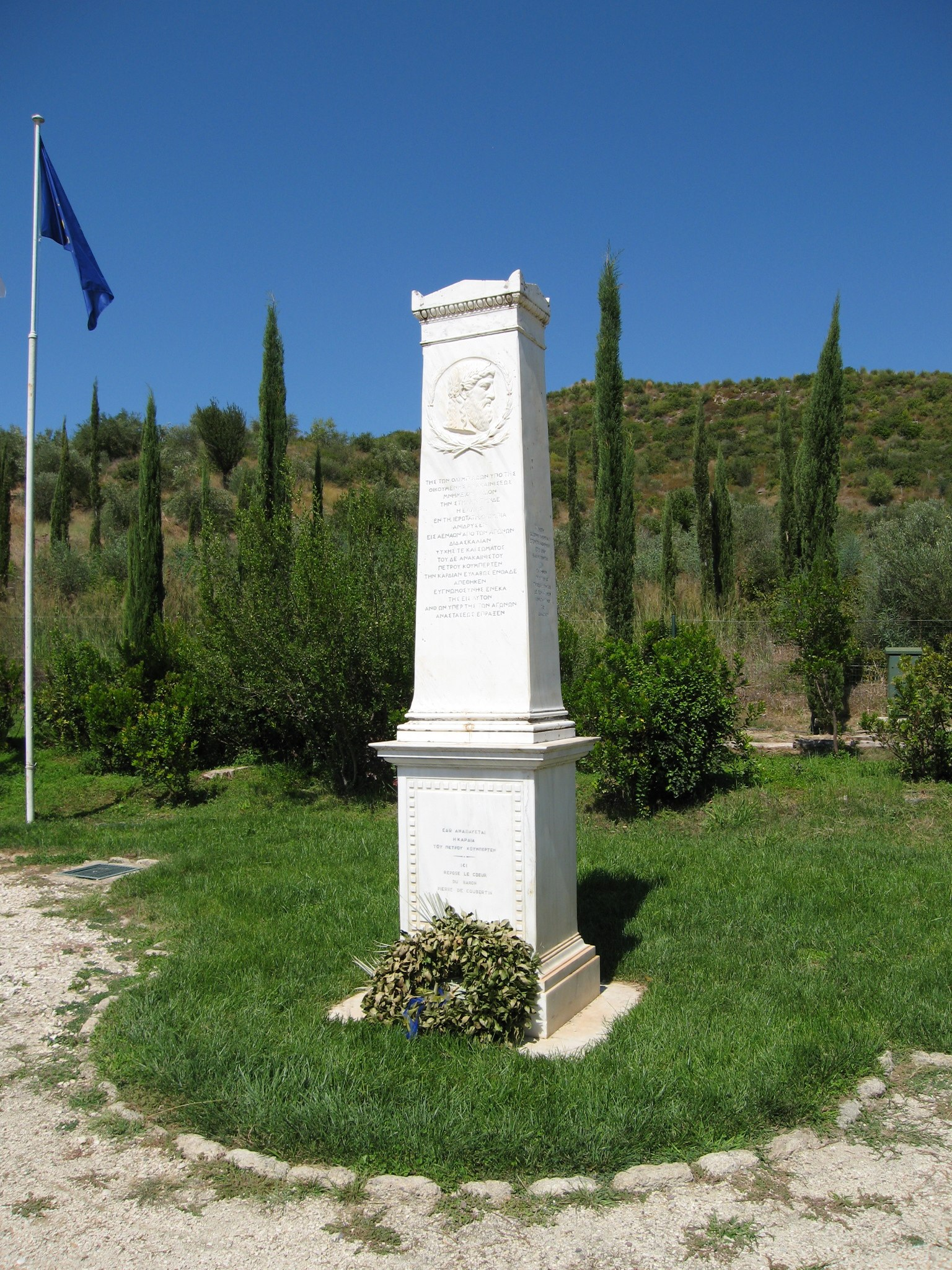
Monument à Olympie où repose le cœur de Pierre de Coubertin depuis 1937.

Simultanément et pendant trois ans, il observe le plan de formation sociale et morale des établissements scolaires britanniques, qu'il considère comme l'une des causes de la puissance de cette nation[réf. nécessaire]. De retour en France il se consacre, à partir de 1887, à l'amélioration du système éducatif français en s'inspirant des exemples britannique et américain, particulièrement des travaux du britannique Thomas Arnold concernant le sport scolaire et notamment le rugby dont il est passionné. Souhaitant appliquer ce modèle en France, contrairement à Paschal Grousset (La Renaissance Physique, 1888) et à Philippe Tissié (l'Éducation Physique et la Race, 1919), qui privilégient les pratiques physiques françaises, il commence une campagne de promotion du sport scolaire la même année en signant une série de livres et d'articles qui insistent sur la priorité de « régénérer la race française par la rééducation physique et morale des futures élites du pays qui a connu la défaite de 1870 ». Le corps enseignant et les parents d'élèves ne le suivent pas[réf. nécessaire]. Il se rallie alors à la République, se mettant à dos sa famille et le clan royaliste[réf. nécessaire]. En 1888, après avoir été élu au conseil municipal de Mirville sans s'être présenté, il manifeste sa volonté de ne pas persévérer dans la carrière politique : la pédagogie et le sport sont devenus ses seuls centres d'intérêt.
Le 12 mars 1895, Pierre de Coubertin épouse Marie Rothan — d'une famille protestante alsacienne disposant du château de Luttenbach, dans la vallée de Munster — en l'église catholique de Saint-Pierre-de-Chaillot à Paris, mariage suivi d'une cérémonie à l'église réformée de l’Étoile (avenue de la Grande-Armée). Son histoire personnelle se confond ensuite beaucoup avec celle de l'olympisme : en 1914, âgé de 51 ans, il s'engage dans l'armée et parcourt le pays pour y prononcer des discours de propagande qui enflamment le peuple de France. Il est mis à la disposition de la Maison de la presse mise en place par Philippe Berthelot où il œuvre en direction de l'Amérique latine. 
En 1920, au sortir de la guerre, l'hôtel familial de la rue Oudinot est vendu et Coubertin s'installe définitivement en Suisse, d'abord à Lausanne en 1922, puis à Genève à partir de 1934. Le 2 septembre 1937, alors qu'il vient d'être fait citoyen d'honneur de Lausanne, Pierre de Coubertin, ruiné et avec un fils, Jacques, lourdement handicapé, s’effondre, victime d'une crise cardiaque dans une allée du parc de La Grange, à Genève, sur la rive gauche du lac Léman. Son corps est enterré à Lausanne au cimetière du Bois-de-Vaux et son cœur est inhumé près du sanctuaire d’Olympie à l’intérieur du monument commémoratif de la rénovation des Jeux olympiques, inauguré en sa présence en 1927.
Il a vécu au no 10, boulevard Flandrin, Paris 16e. Il est père de deux enfants : Jacques né en 1896 (souffrant d'un lourd handicap) et Renée (avec des problèmes de santé mentale) née en 1902.

### Sport français

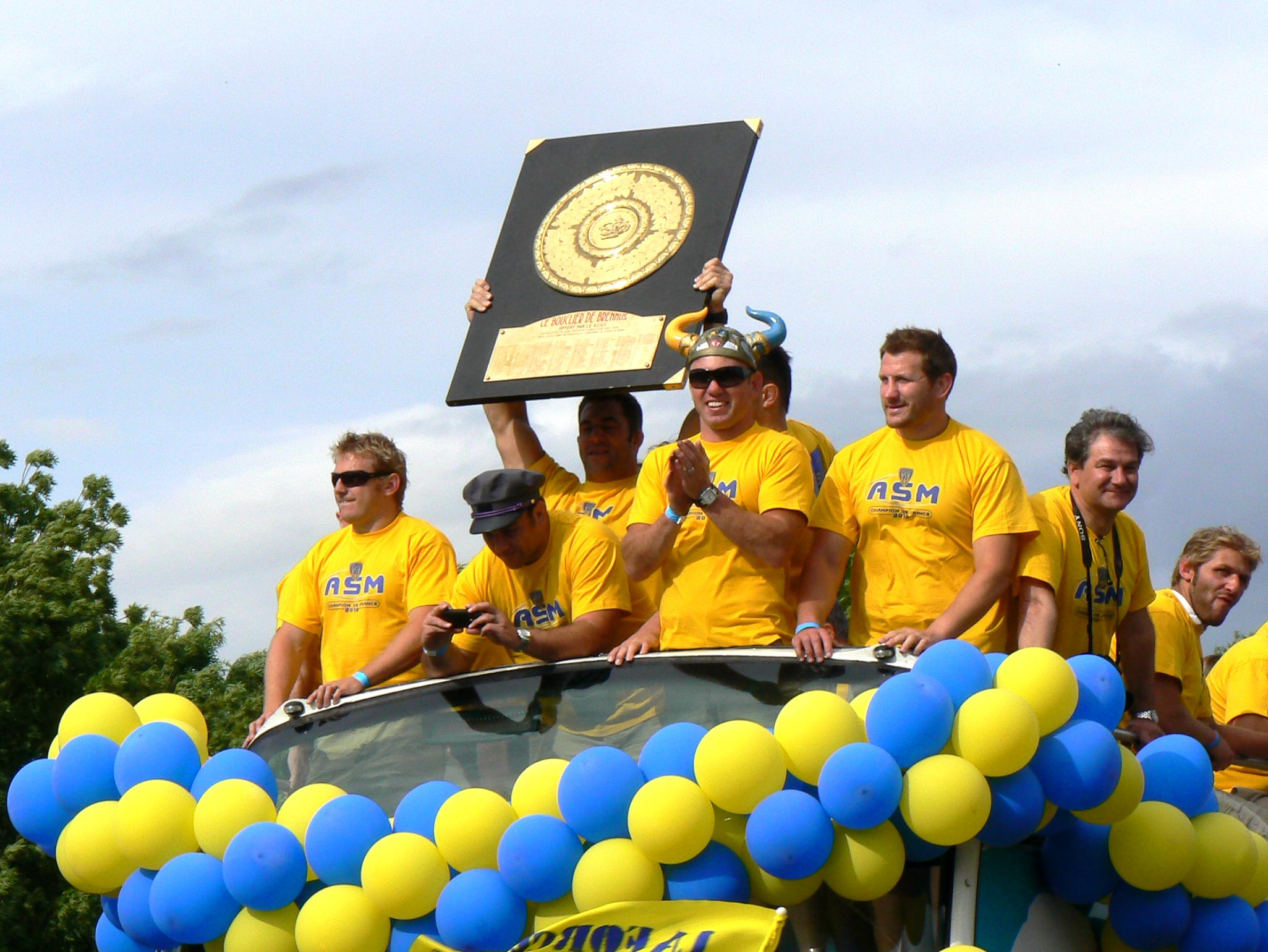
En 2024, le bouclier de Brennus reste le trophée du championnat de France de rugby.

Afin de défendre ses convictions pédagogiques Pierre de Coubertin crée, le 1er janvier 1888, un Comité pour la propagande des exercices physiques dans l'éducation, présidé par Jules Simon, ancien ministre de l'instruction publique, ancien président du Conseil et membre de l'Académie française. Ce comité se consacre un temps à l'organisation des jeux à l'école Monge puis Coubertin y renonce pour intégrer la direction de l'Union des sociétés françaises de sports athlétiques (USFSA) dès sa création, le 20 novembre 1887. Il y contribue particulièrement au développement du sport scolaire. 
Afin de promouvoir ses convictions, Coubertin crée, en 1890, la Revue athlétique puis Les sports athlétiques, avant de fusionner les deux titres. Il sollicite toutes les bonnes volontés, au premier chef le père Didon qu'il rencontre pour la première fois le 2 janvier 1891, alors que, secrétaire général de l'USFSA depuis deux ans, il démarche les établissements scolaires parisiens pour obtenir leur adhésion à son organisation. Il lui emprunte la devise olympique, citius, altius, fortius, officialisée au congrès de 1894. Celle-ci, énoncée le 7 mars 1891 sous la forme citius, fortius, altius, décrit alors le parcours éducatif du collège Albert-le-Grand d'Arcueil dont Didon est recteur : plus vite (athlétiquement), plus fort (intellectuellement et mentalement), plus haut (spirituellement). Ceci correspond à son propre sentiment que « le sport et l'olympisme doivent être le domaine de l'effort et de la liberté d'excès ». Les six dernières lignes des Mémoires olympiques de Coubertin le confirment en toutes lettres.
Il se consacre aussi au rugby en arbitrant, notamment, la finale du premier championnat de France le 20 mars 1892. À cette occasion, il dessine lui-même et offre le trophée de l'épreuve, le bouclier de Brennus, qui porte le nom de son réalisateur, Charles Brennus, graveur et aussi président de la commission de rugby de l'USFSA et du Sporting Club universitaire de France (SCUF). C'est à l'occasion du cinquième congrès de l'USFSA du 25 novembre de la même année que Coubertin émet l'idée de la rénovation des Jeux olympiques. 
À partir de 1894, Coubertin néglige quelque peu ses fonctions de secrétaire général au profit du développement de l'olympisme. Des divergences de vue apparaissent bientôt à l'occasion de la préparation des Jeux de Paris, qui entraînent une première rupture en 1898. En 1907, en difficultés relationnelles au sein du comité directeur en même temps que Charles Simon, il soutient alors le Comité français interfédéral (CFI) de ce dernier et en dote le premier championnat de football d’un trophée identique, le Trophée de France aujourd'hui perdu de vue. Par la suite, Coubertin réduit son engagement national à la présidence du COF qu'il reconstitue pour chaque olympiade jusqu'à la déclaration de guerre et se consacre totalement au CIO qu'il préside depuis 1896.

### Olympisme

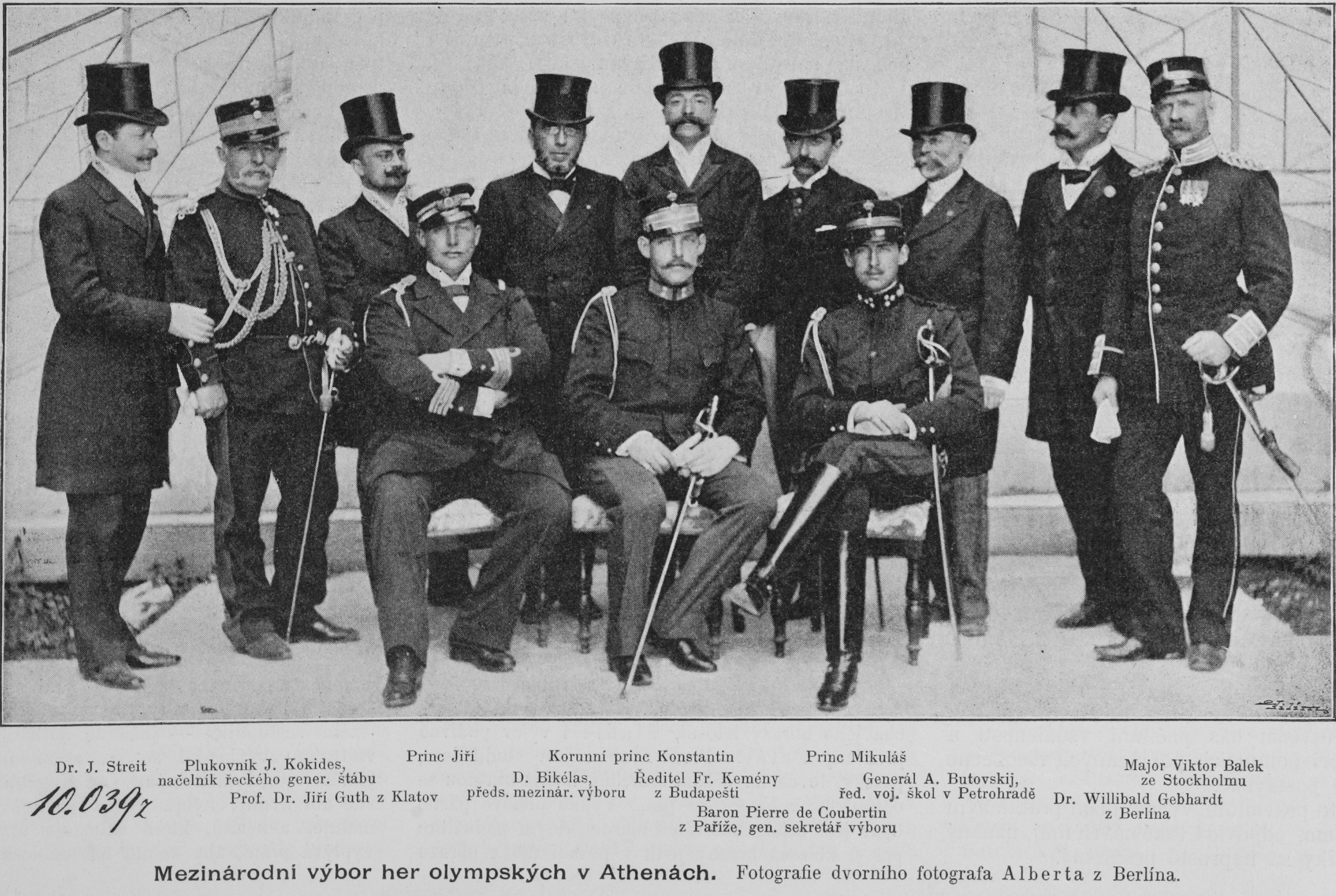
Comité olympique de 1896. Pierre de Coubertin est le 4e personnage debout, en partant de la droite.

Le drapeau olympique.
Devise : Citius, Altius, Fortius.

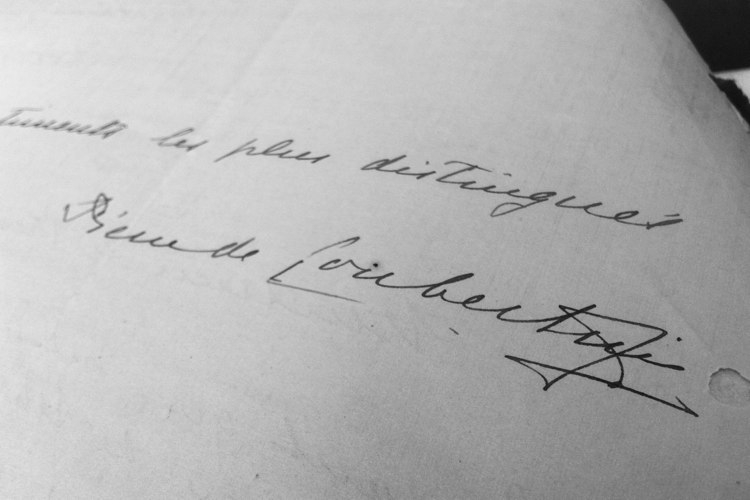
Signature de Pierre de Coubertin dans une correspondance avec la Société des Nations.

Pour rendre le sport plus populaire, Pierre de Coubertin pense qu'il faut l'internationaliser. L'idée de restaurer les Jeux olympiques connaît bien d'autres tentatives avant lui comme en témoigne l'ouvrage La Renaissance physique du pédagogue Paschal Grousset, en 1888. Ainsi, l'olympiade de la République se tient à Paris en 1796, 1797 et 1798. Esprit-Paul de Lafont-Poulotti réclame même le rétablissement des Jeux olympiques et présente un projet qui n'est pas retenu par la municipalité de Paris[réf. à confirmer]. En France, divers établissements scolaires en font un évènement majeur de leur calendrier annuel, tel le petit séminaire du Rondeau, à Grenoble, où son futur ami Henri Didon fait sa scolarité.
Entre 1856 et 1888, quatre rencontres sportives se sont déroulées à Athènes sous le nom d'olympiades de Zappas, riche mécène de la diaspora qui finance ces compétitions réservées aux Grecs. Coubertin ne peut alors ignorer que, depuis 1850, William Penny Brookes a fondé une Olympian society qui organise à Much Wenlock (Shropshire) des Olympian Games ouverts à tous. Invité avec l'ambassadeur de Grèce en 1890 à cet évènement, il en reste marqué après avoir été invité à y planter un chêne.

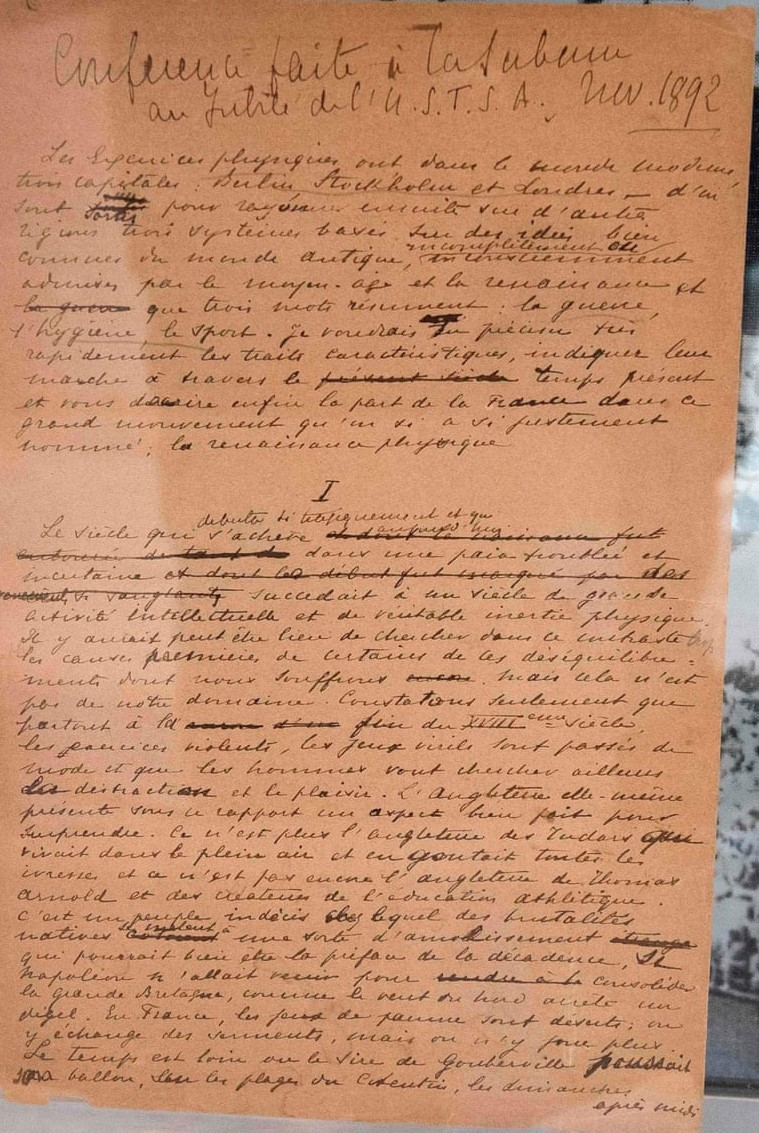
Manuscrit du projet de jeux olympiques modernes de Pierre de Coubertin (discours du 25 novembre 1892).

C'est à la suite de son appel du 25 novembre 1892,,, au cours d'une séance solennelle de l'USFSA dans l'amphithéâtre de la Sorbonne, qu'il organise en 1894 ce qui sera appelé plus tard par les exégètes du coubertinisme le premier congrès olympique dans ce même amphithéâtre, autour de « cette œuvre grandiose et bienfaisante : le rétablissement des Jeux Olympiques ». Lors de la séance de clôture, le 23 juin 1894, leur rétablissement est proclamé, de même que leur fréquence quadriennale. Un écrivain grec installé à Paris, Dimitrios Vikelas, œuvre conjointement avec Coubertin à la renaissance des olympiades et est nommé président du CIO de 1894 à 1896. Coubertin souhaite que la première édition des Jeux se déroule à Paris en 1900, en raison de l'exposition universelle. Finalement, les premiers Jeux olympiques rénovés ont symboliquement lieu à Athènes en 1896. Le 6 avril 1896 le roi Georges Ier de Grèce ouvre officiellement les premiers Jeux olympiques de l'ère moderne. L'année suivante, Coubertin organise au Havre le second congrès olympique.
Président du CIO depuis 1896, Pierre de Coubertin connaît des difficultés avec le mouvement sportif français dès les Jeux olympiques d'été de 1900 et fait face aux premiers scandales dès ceux de Saint-Louis en 1904 avec l'organisation de « journées anthropologiques », réservées « aux représentants des tribus sauvages et non civilisées », puis ceux de Londres en 1908 où les hôtes tentent d'imposer des jurys exclusivement composés d'Anglais. Le 24 juillet 1908, il prononce son discours sur les Trustees de l'idéal olympique, dans lequel il explique que c'est la cooptation qui garantit l'indépendance du CIO. Il reprend notamment, dans cette allocution, la maxime de l’évêque anglican de Pennsylvanie : « L’important dans ces olympiades, c’est moins d’y gagner que d’y prendre part ». Dès la même année, Pierre de Coubertin séjourne à Lausanne où il élit définitivement domicile en 1915. Sur son instigation et en raison de la Première Guerre mondiale, le siège du CIO est alors transféré en terrain neutre dans la capitale vaudoise, à la villa Mon-Repos. Conçu par Pierre de Coubertin en 1913, le prototype du drapeau olympique est fabriqué sur ses indications par le magasin Le Bon Marché à Paris et présenté le 17 juin 1914 au président de la République française, Raymond Poincaré.
Après la Première Guerre mondiale, dans une des Lettres olympiques datée du 13 janvier 1919 et publiée dans la Gazette de Lausanne, Coubertin énonce ainsi, sans équivoque possible, son sentiment : « Tous les sports sont pour tous ; voilà sans doute une formule qu'on va taxer de follement utopique. Je n'en ai cure. Je l'ai longuement pesée et scrutée ; je la sais exacte et possible. Les années et les forces qui me restent seront employées à la faire triompher. »
Pierre de Coubertin a introduit pour les jeux modernes des symboles et protocoles toujours en cours (à l'exception du salut olympique), le drapeau olympique, le serment olympique et la devise olympique.
Coubertin s'éloigne ensuite du CIO et démissionne de son poste en 1925 après les jeux d'été de Paris et les premiers jeux d'hiver de Chamonix. Dès les jeux qui suivent, à Amsterdam, son successeur, le Belge Henri de Baillet-Latour, ouvre aux femmes les épreuves d'athlétisme. Aigri, Coubertin déplore que ses successeurs ne fassent pas plus de cas de son opinion et ne le tiennent pas plus au courant des événements. Il est cependant lauréat du prix Guy-Wildenstein de l'Académie des sports en 1935 et s'implique occasionnellement dans le suivi des Jeux olympiques de Berlin, accordés à l'Allemagne le 26 avril 1931 avant l'arrivée au pouvoir d'Hitler et organisés par son ami Carl Diem,.

## Conflits de Coubertin

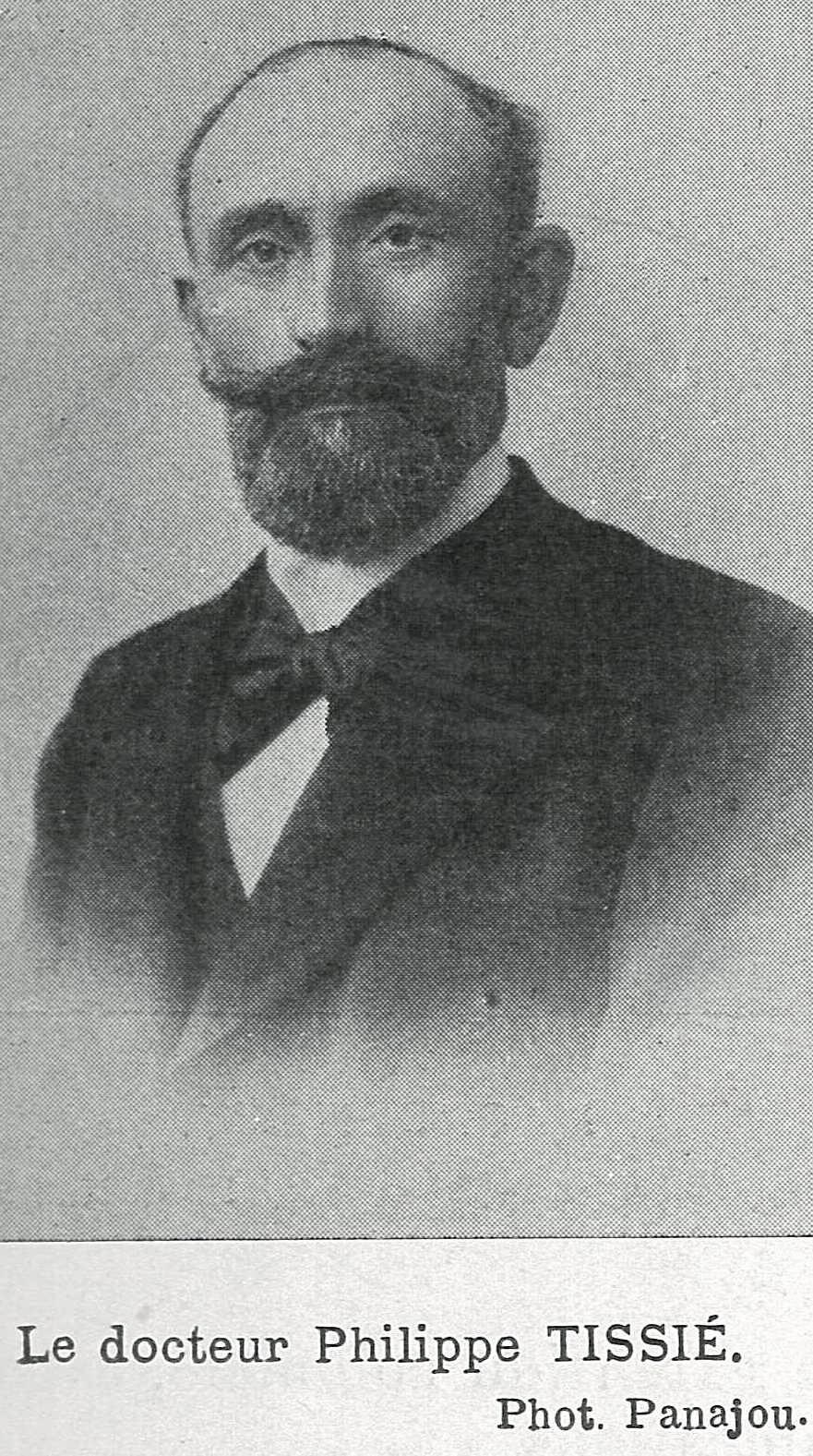
Portrait du docteur Philippe Tissié.

Apôtre de l'œcuménisme sportif à travers l'olympisme, Coubertin n'en est pas moins, en France et de son temps déjà, une personnalité fort conflictuelle. Cette attitude se manifeste d'abord au sein même de l'USFSA où son prosélytisme à l'égard des établissements scolaires finit, après la retraite de Georges de Saint-Clair, par inquiéter d'autres dirigeants qui ne voient pas d'un bon œil leurs effectifs dépasser ceux des clubs sportifs au sein de l'USFSA. La disparition de ce dernier en 1910 n'améliore pas la situation. Et l'octroi des Jeux de 1916 à l'Allemagne en 1911 en fait aux yeux de certains un progermaniste. Les difficultés relationnelles de Coubertin ne s'arrêtent pas là.

### Sport contre éducation physique sous laIIIeRépublique
Pierre de Coubertin s'inscrit pleinement dans le débat que Georges Hébert cristallise dans un ouvrage-clef en 1925. Bien que rallié à la République, en prônant le sport et l'excellence de la compétition à l'école, il entre bien en conflit avec les tenants de la gymnastique militaire et hygiéniste — prônée officiellement par Paul Bert et bien d'autres — et ceux de l'éducation physique égalitaire du plus grand nombre, prônée par Paschal Grousset, ancien communard déporté. Ce « Monsieur Paschal Grousset qui est un homme que je méprise et avec lequel je ne veux point avoir de rapports », dit Coubertin. Coubertin souhaite amener l'activité physique et le sport à l'école. C'est à cette fin qu'il fonde le Comité de propagande des exercices physiques en juin 1888 et le renforce en 1890 avec la Revue athlétique. Les membres du comité sont majoritairement d'une sensibilité de droite (monarchistes, conservateurs et ecclésiastiques), contrairement à ceux de la Ligue nationale de l’éducation physique de Grousset dont les membres, comme Georges Clemenceau ou Alexandre Dumas, ont une sensibilité radicale (socialistes ou non mais républicains et athées).
De cette situation naissent les conflits idéologiques entre un mouvement libéral d'inspiration anglo-saxonne et un mouvement plus égalitaire et collectif, plus proche de l'aura de la IIIe République, alors qu'une troisième composante se garde à l'écart des deux mouvances, la Ligue girondine de l'éducation physique de Philippe Tissié. Cependant, médecin et hygiéniste, celui-ci prend position contre la compétition et ses violences, tandis que Coubertin défend le sport et sa « liberté d'excès » pour aller vers l'excellence de l'individu. Coubertin a aussi une vision internationale du sport et veut relier les ligues sportives du monde entier entre elles avec une préférence pour les jeux sportifs anglais (football, athlétisme, aviron et tennis), alors que Tissié et Grousset militent pour une approche éducative du sport par les jeux régionaux (la barette aquitaine plutôt que le rugby) et par la méthode suédoise de Pehr Henrik Ling (1776–1839), déjà mieux insérée dans la tradition nationale.
Tissié se désintéresse de la création des Jeux olympiques et des problèmes afférents : « Les questions d'amateurs et de professionnels ainsi que le rétablissement des Jeux olympiques n'intéressent pas directement la Ligue girondine qui ne s'occupe que des jeunes gens ou des enfants en cours de scolarité ». En 1937, en qualité de délégué du ministre de l'instruction publique, il participe activement au congrès du Havre, fraternel comme les valeurs que veulent incarner les Jeux olympiques et y défend ses points de vue. En raison de sa prestance, ceux-ci sont fortement écoutés et entendus, en dépit des réserves de Pierre de Coubertin qui reste en contact avec Tissié « pour travailler sur cette même cause qu'est l'éducation de l'activité physique car même si nous ne la servons pas de la même manière, nous l'aimons pareillement ». De 1889 à 1915, en dépit de toutes leurs divergences, il existe une importante correspondance entre Coubertin et Tissié que le premier ménage prudemment eu égard à ses fonctions publiques.
Coubertin, dans le chapitre XII de ses Mémoires qu'il consacre à l'amateurisme, s'exprime ainsi : « Lui ! Toujours lui. J'en risque aujourd'hui l'aveu : je ne me suis jamais passionné pour cette question-là ».
En septembre 1936, un journaliste l'interroge sur le serment olympique, il lui répond avec violence : « On m'a reproché souvent, et toujours à tort, la prétendue hypocrisie du serment olympique. Mais lisez-le, ce fameux serment dont je suis le père heureux et fier : où voyez-vous qu'il exige des athlètes descendus sur le stade olympique un amateurisme absolu que je suis le premier à reconnaître comme impossible ? Je ne demande par ce serment qu'une seule chose : la loyauté sportive ».

### Scoutisme laïque

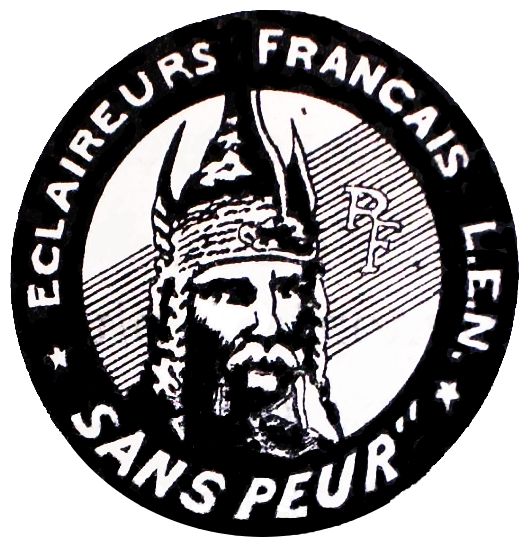
Logo des Éclaireurs français avec mention de la Ligue de l'éducation nationale (LEN).

Logo des Éclaireuses Éclaireurs de France.

L'intérêt de Coubertin pour le scoutisme est un aspect peu médiatisé du personnage. Cet épisode n'est pas moins caractéristique de l'intransigeance qu'il a déjà exprimée à l'égard de Grousset, par exemple.
En 1911, l'officier de marine Nicolas Benoit, collègue de Georges Hébert à l'École navale, rencontre Robert Baden-Powell lors d’un séjour professionnel en Angleterre. À son retour en France, il milite pour la création d'un mouvement de scoutisme laïque et adresse un mémoire en ce sens au ministère de la Marine en 1910. Celui-ci restant sans écho, il contacte d'autres militants de l’éducation anglo-saxonne qui le mettent en rapport avec Pierre de Coubertin qu'il rencontre en mai 1911. Celui-ci est vite convaincu de l'intérêt de la méthode ; lors de l'assemblée constitutive de la Ligue de l'éducation nationale (LEN), le 27 octobre de la même année, il préconise « le système des petits groupements d'adolescents organisés en Angleterre sous le nom de boys scouts » et propose pour la France l'appellation d'éclaireurs.
Des divergences majeures apparaissent ensuite entre les deux hommes sur la place des rites (insignes, uniforme, promesse scoute) et de la dimension religieuse que Coubertin veut ignorer, sur lesquels Benoît, fidèle en cela à Baden-Powell, refuse de transiger. Ces dissensions — qui auraient motivé un duel — aboutissent à la création de deux entités différentes :
- les Éclaireurs de France le 2 décembre 1911 par Benoît, André Chéradame et Georges Bertier, directeur de l'École des Roches ;
- les Éclaireurs français, rattachés à la LEN, en août 1912 par Coubertin[29].

Malgré l'appui de cette puissante organisation, ces derniers restent très minoritaires et le décès de Benoît, lors d'une charge à la baïonnette des fusiliers marins le 17 décembre 1914 à Nieuport-Steenstrate en Belgique, met fin aux querelles. La fracture perdure entre ces deux organisations qui fusionnent avec les Éclaireuses de France, en 1964, dans un mouvement unifié : les Éclaireuses Éclaireurs de France (EEDF). La revue Tout Droit devient alors L'Équipée et un nouvel emblème est élaboré à partir des deux premiers, l'arc des Éclaireurs de France et le trèfle des Éclaireurs français.

## Controverses posthumes: derrière l'olympisme
(juillet 2022).
- Si vous ne connaissez pas le sujet, laissez ce bandeau (vous pouvez alors contacter les auteurs).
- Si vous supprimez le contenu mis en cause (vous pouvez préalablement contacter les auteurs),

argumentez précisément cette suppression dans la page de discussion
(un manque de référence n'est pas un argument ; une recherche réelle de référence doit avoir été effectuée, être formellement documentée).
Excepté le livre d'Ernest Seillière paru dès 1917, la littérature sportive française s'est intéressée tardivement à la personnalité et à l'œuvre de Coubertin. Il faut attendre l'ouvrage d'André Senay et Robert Hervet en 1957 (réédité en 1960), celui de Marie-Thérèse Eyquem en 1966, la publication de la thèse de Yves-Pierre Boulongne en 1975 et les travaux plus récents de Jean Dury, pour voir apparaître des œuvres historiques d'importance. Peut-être exagérément laudatives, celles-ci ont entraîné en réaction à la fin du siècle dernier des travaux extrêmement critiques de sociologues comme Jean-Marie Brohm puis Michel Caillat.  

### Un réactionnaire
Fervent partisan de la colonisation — « dès les premiers jours, j'étais un colonial fanatique » — il voit dans le sport, à l'instar de nombreuses élites de la IIIe République, un instrument utile de « disciplinisation des indigènes ». Pierre-Yves Boulongne lui attribue un mode de représentation raciste : « Les races sont de valeur différente et à la race blanche, d'essence supérieure, toutes les autres doivent faire allégeance ». Au contraire, à propos des « journées anthropologiques », compétitions réservées « aux représentants des tribus sauvages et non civilisées » organisées lors des Jeux de Saint-Louis, il s'oppose à ce qu'il appelle une « mascarade outrageante » qui, ajoute-t-il, « se dépouillera naturellement de ses oripeaux lorsque ces Noirs, ces Rouges, ces Jaunes apprendront à courir, à sauter, à lancer et laisseront les Blancs derrière eux ». Cette vision inégalitaire du monde ne se limite d'ailleurs pas au seul domaine ethnique et frise parfois l'eugénisme. Pour lui, toute société est divisée entre forts et faibles : « il y a deux races distinctes, celle au regard franc, aux muscles forts, à la démarche assurée et celle des maladifs, à la mine résignée et humble, à l'air vaincu. Eh ! bien, c'est dans les collèges comme dans le monde : les faibles sont écartés, le bénéfice de cette éducation n'est appréciable qu'aux forts ».

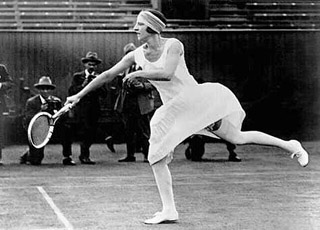
Suzanne Lenglen au tournoi de Wimbledon en juin 1925.

Son hostilité à la participation des femmes aux Jeux olympiques l'amène parfois à des propos qui relèvent de la misogynie : « Une petite olympiade femelle à côté de la grande olympiade mâle. Où serait l’intérêt ? […] Impratique, inintéressante, inesthétique, et nous ne craignons pas d’ajouter : incorrecte, telle serait à notre avis cette demi-olympiade féminine. Ce n'est pas là notre conception des Jeux olympiques dans lesquels nous estimons qu'on a cherché et qu'on doit continuer de chercher la réalisation de la formule que voici : l'exaltation solennelle et périodique de l'athlétisme mâle avec l'internationalisme pour base, la loyauté pour moyen, l'art pour cadre et l'applaudissement féminin pour récompense ». 
Marie-Thérèse Eyquem considère qu'il manifeste un rejet du football féminin à l'occasion d'un match ayant duré plus longtemps que prévu sous les  acclamations des spectateurs, avec ces mots : « On comprend alors les réticences de Coubertin ! ».
Bien des points de sa vision du monde peuvent être qualifiés de réactionnaires, comme n'ont pas hésité à le faire une partie des chercheurs,.
Ses convictions restent cependant initialement théoriques car, si le CIO édicte la doctrine, l'organisation des premiers Jeux est déjà déléguée par les organisateurs locaux à des entrepreneurs de spectacle qui les interprètent. Ainsi,  malgré son opposition, les femmes sont bien présentes dans certaines disciplines aux Jeux olympiques de 1900, sous l'influence d'Alfred Picard. 
Si Coubertin parle des jeux comme instrument de paix, il soutient, avant 1914, l'effort de revanche. Tout en accordant une grande place à l'honneur patriotique et au nationalisme, il présente aussi le sport comme un moyen de rendre les pratiquants plus aptes à la guerre : « Le jeune sportsman se sent évidemment mieux préparé à partir à la guerre que ne le furent ses aînés et quand on est préparé à quelque chose, on le fait plus volontiers ».

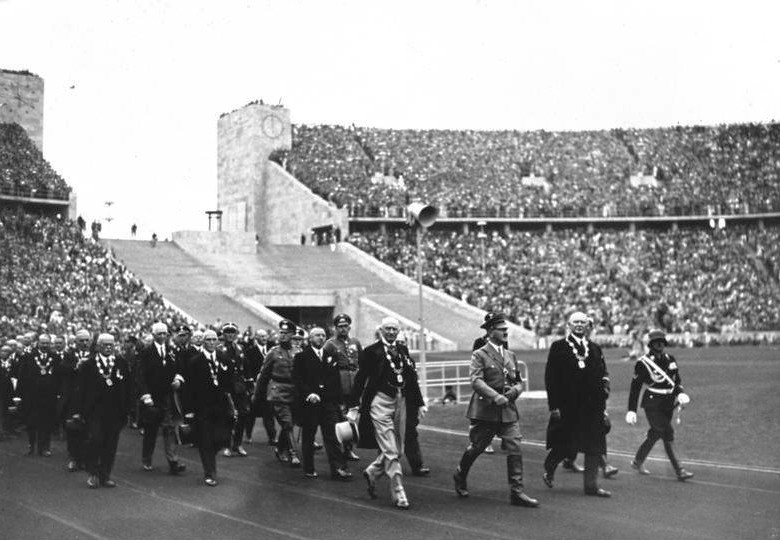
Cérémonie d'ouverture des JO de 1936.

Le baron apporte un soutien aux campagnes publicitaires en faveur des Jeux de Berlin finalement organisés par le régime nazi : « Dès aujourd'hui, je veux remercier le gouvernement et le peuple allemand pour l'effort dépensé en l'honneur de la onzième olympiade ». Bien que retiré du CIO où il reste à titre purement honorifique et absent physiquement des Jeux, il le soutient implicitement par le discours suivant : « Que le peuple allemand et son chef soient remerciés pour ce qu’ils viennent d’accomplir ». Interrogé sur ce soutien, Coubertin répond : « Comment voudriez-vous que je répudie la célébration de la XIe Olympiade ? Puisque aussi bien cette glorification du régime nazi a été le choc émotionnel qui a permis le développement qu’ils ont connu ». Pour Daniel Bermond, aucun doute n'est possible : Coubertin admire intensément Hitler.

### L'un des hommes de son temps?
Ses propos sur le colonialisme restent bien en deçà de ceux de Paul Bert, éminent physiologiste et également ministre de l'Instruction publique (1881-1882) avant d'être le premier résident général du Tonkin en 1886. Il est couramment admis qu'ils ont tous deux clairement contribué ainsi à donner aux manuels scolaires d'histoire, de géographie et de français de la IIIe République une orientation résolument nationaliste qui perdure sous la IVe. La question de la race fait alors aussi débat parmi les militants de la gymnastique et de l’éducation physique naissante, tels Edmond Desbonnet qui, en référence à l’existence d’une Société d'encouragement à l'élevage du Trotteur français, réclame à cor et à cri l'instauration d’une réflexion sur l’amélioration de ce capital que représente aussi la race humaine, voire française, pour éviter peut-être que ne se renouvelle le désastre de 1870, imputé à la supériorité de l'éducation physique du fantassin prussien. La participation de Paul Doumer à la fondation de la Société française d’eugénisme le 29 janvier 1913 montre que les politiques ne sont pas insensibles à un débat qui perdure : en 1919, le très modéré docteur Philippe Tissié publie encore chez Flammarion L'éducation physique et la race.
Il demeure difficile de faire le tri entre les obligations protocolaires et les convictions personnelles : les jeux de Berlin, ayant été accordés à l'Allemagne le 26 avril 1931, sont maintenus malgré la prise de pouvoir par Hitler, le ton des discours et des déclarations est convenu. Depuis 1925, le président du CIO est le comte Henri de Baillet-Latour. Il peut être erroné de supposer Coubertin vieillissant comme acquis au national-socialisme, en dépit de ses liens avec Frantz Reichel — secrétaire général des jeux de 1924 et plus marqué à l'extrême droite — et son estime, sinon son amitié, pour Carl Diem, secrétaire général du comité d'organisation des jeux de Berlin depuis 1912. Son absence physique dans le stade allemand en dépit d'invitations pressantes, constitue un élément à décharge.

## Œuvre littéraire
Pierre de Coubertin laisse environ 16 000 pages d'écrits imprimés dont 34 ouvrages, 57 brochures et 1 224 articles actuellement répertoriés. Beaucoup, parfois également autobiographiques, sont relatifs à la pédagogie ; d'autres concernent l'histoire politique et un troisième groupe, la technique sportive. De nombreux ouvrages relatifs à l'histoire politique sont traduits à l'époque en anglais ou en allemand.
Ses œuvres complètes, réunies par les professeurs Norbert Müller et Otto Schantz, ont été éditées sous forme numérique au début de l'année 2013 par le Comité international Pierre de Coubertin. Le compact disc de ses œuvres a été présenté au public et à la presse pour la première fois lors des vœux de Denis Masseglia, président du Comité olympique et sportif français.

### Pédagogie
- Pierre de Coubertin, L'éducation en Angleterre, Paris, Hachette, 1888 (OCLC 15215548, BNF 30277955, lire sur Wikisource)
- Pierre de Coubertin, L'éducation anglaise en France, Paris, Nabu Press, 22 mars 2010 (1re éd. 1889), 228 p. (ISBN 978-1-147-79804-3, lire sur Wikisource)
- Pierre de Coubertin, Universités transatlantiques, Paris, Hachette, 2010 (1re éd. 1890), 404 p. (ISBN 978-1-148-39079-6, BNF 30277963, lire sur Wikisource)
- Pierre de Coubertin, L'éducation des adolescents au XXe siècle : I. Éducation physique La Gymnastique utilitaire : sauvetage, défense, locomotion, Paris, Félix Alcan, 1905, 160 p. (BNF 38728542, lire sur Wikisource, lire en ligne)
- Pierre de Coubertin, L'éducation des adolescents au XXe siècle : II. Éducation intellectuelle. L'analyse universelle, Paris, Félix Alcan, 1906, 155 p. (BNF 30277954, lire sur Wikisource, lire en ligne)
- Pierre de Coubertin (préf. Jean-Pierre Rioux), Essais de psychologie sportive, Grenoble, Éditions Jérôme Millon, 31 mai 1992 (1re éd. Payot 1913), 199 p. (ISBN 978-2-905614-74-2, BNF 35573947, lire sur Wikisource)
- Pierre de Coubertin, Pédagogie sportive, J. Vrin, 1922, 393 p. (ISBN 978-2-7116-0160-8, BNF 30277954, lire sur Wikisource, lire en ligne)
- Pierre de Coubertin, Une campagne de 21 ans (1887-1909), Paris, Librairie de l'éducation physique, 1909, 220 p. (BNF 31972974, lire sur Wikisource)
- Pierre de Coubertin, Anthologie, Paris, Paul Roubaud, 1933, 184 p. (BNF 47115777, lire sur Wikisource)
- Pierre de Coubertin, Mémoires olympiques, Paris, Bureau international de pédagogie sportive, 1931, 218 p. (BNF 47086336, lire sur Wikisource)
- Pierre de Coubertin (préf. Patrick Clastres), Mémoires de jeunesse : tapuscrit inédit, propriété de M. Geoffroy de Navacelle de Coubertin, vers 1933-1934, Paris, Nouveau Monde, 27 avril 2012 (1re éd. 1933-1934), 157 p. (ISBN 978-2-84736-331-9, BNF 41310859)

### Histoire politique
- Pierre de Coubertin, L'évolution française sous la Troisième République, Paris, Plon, 1898 (lire sur Wikisource)
- Pierre de Coubertin, La chronique de France, Paris, Lanier, 1900 (ISBN 978-1-146-84388-1 et 1146843887, lire sur Wikisource)
- Pierre de Coubertin, L'avenir de L'Europe, Bruxelles, Imprimerie Deverver-Deweuve, 1910 (ISBN 978-1-174-22494-2 et 1174224940, lire sur Wikisource)

### Technique sportive
- Pierre de Coubertin Notes sur le football dans La Nature, revue des sciences et de leur application aux arts et à l'industrie du 8 mai 1897[51]
- Pierre de Coubertin, La gymnastique utilitaire : sauvetage - défense : locomotion, Paris, Félix Alcan, 1905 (lire sur Wikisource)
- Pierre de Coubertin et Louis Pascaud, Traité d'escrime équestre, Auxerre, Éditions de la Revue Olympique, 1906, 8 p. (lire en ligne)

### Publications étrangères
- (en) Pierre de Coubertin (trad. Isabel Florence Hapgood), The evolution of France under the third republic, New York, Thomas Y. Crowell, 1897, 430 p. (ISBN 1-112-10463-1 et 978-1112104633, OCLC 1408881)
- (en) Pierre de Coubertin, France since 1814, The Macmillan co., 1900 (ISBN 1-246-61323-9 et 9781246613230)
- (en) Pierre de Coubertin et Thomas Barclay, England and France. 1.Conditions of Franco-British peace. 2.A general Treaty of Arbitration between Great Britain and France, 1901
- (de) Pierre de Coubertin (préf. Carl Diem), Olympische Erinnerungen, Limpert, 1959, 222 p. (ISBN 3328001786 et 9783328001782, OCLC 603742527)

### Journalisme
Coubertin est aussi journaliste : sa carte de membre de l'Association des journalistes parisiens date de 1895, son dernier article de juillet 1937. Entretemps, il en signe plus de 1 200 dans 70 journaux et revues françaises ou étrangères.

### Propos et écrits attribués à tort au baron de Coubertin
Il convient de rectifier quelques légendes tenaces associant Coubertin à des formules aujourd'hui universelles. En particulier, la devise olympique « Citius, altius, fortius », comme déjà vu plus haut, n'est pas son œuvre mais celle du père Didon et il n'est pas plus l'inventeur de l'adage « l'important, c'est de participer ». Il emprunte celui-ci à l'homélie de l'évêque de Pennsylvanie lors de la messe olympique des premiers Jeux de Londres, à Saint-Paul : « l'important dans ces olympiades, c'est moins d'y gagner que d'y prendre part » pour y ajouter lui-même quelques jours plus tard le 24 juillet 1908 : « l'important dans la vie ce n'est pas le triomphe mais le combat ; l'essentiel ce n'est pas d'avoir vaincu mais de s'être bien battu ».

## Coubertin et les arts
Il cultive enfin la fibre artistique familiale en s'essayant au roman autobiographique avec Le Roman d'un rallié, sous le pseudonyme de Georges Hohrod et en participant aux épreuves artistiques des Jeux olympiques de 1912 à Stockholm, où il est médaillé d'or de littérature pour son Ode au sport, présentée sous le double pseudonyme de Georges Hohrod et de Martin Eschbach.
Comme le montre Sylvain Bouchet dans un ouvrage récent, extrait d'une thèse primée, cette vocation artistique influencée par John Ruskin s'exprime de la façon la plus totale dans les cérémonials — voire la liturgie, terme plus conforme au rôle d'un renouveau du sacré que Coubertin attribue au sport — dont il entoure tous les évènements qu'il suscite, colloques, congrès ou Jeux olympiques, et qu'il précise souvent dans les moindres détails touchant aussi bien à la décoration, aux accompagnements musicaux, aux éclairages, aux chorégraphies qu'à la pyrotechnie. Même si la Seconde Guerre mondiale a introduit un temps une certaine rupture du processus, il demeure ainsi le véritable précurseur des actuelles cérémonies d'ouverture et de clôture des Jeux.

## Notoriété et hommages

### Reconnaissance

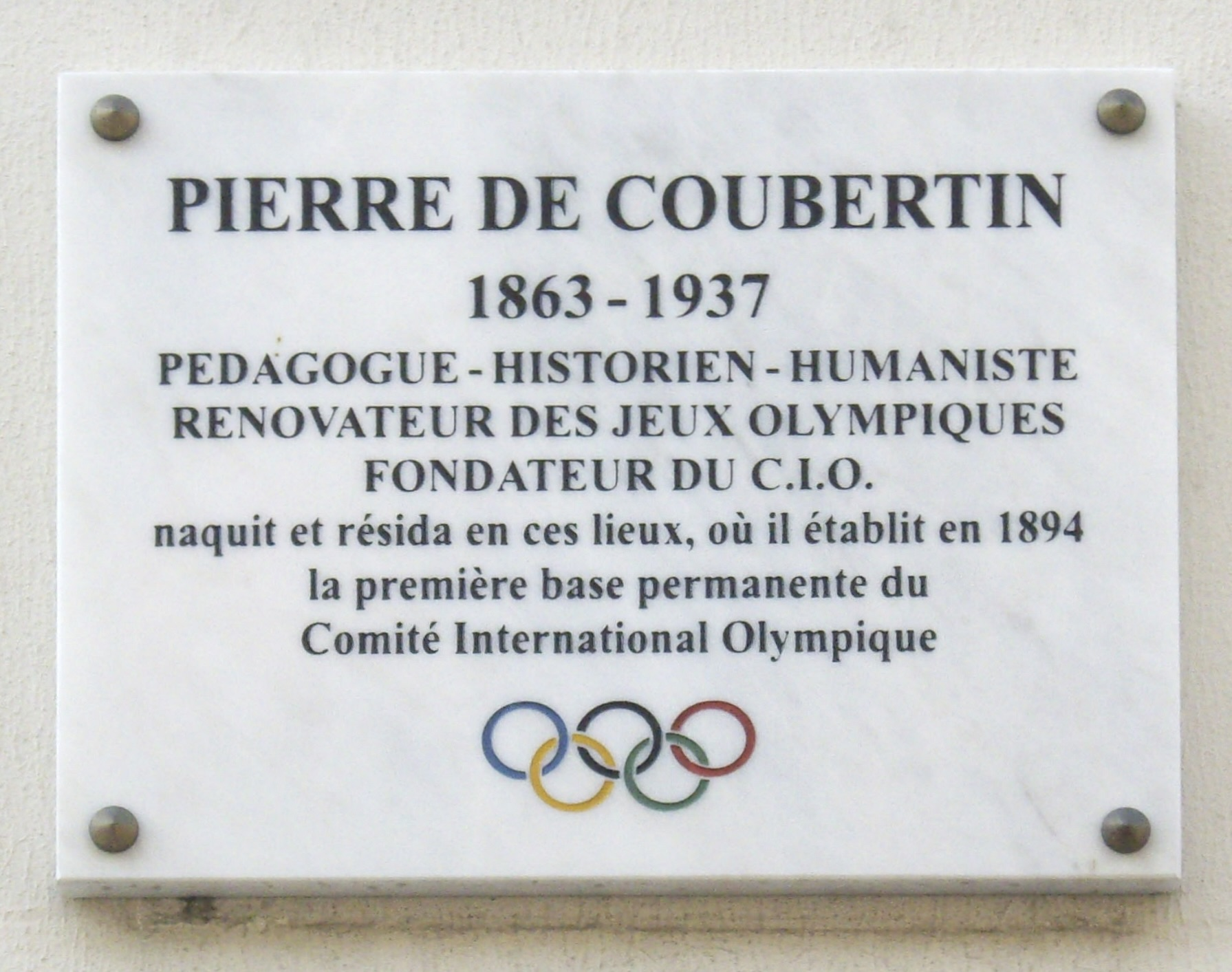
Plaque commémorative 20, rue Oudinot à Paris.

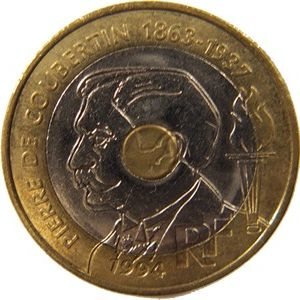
Pièce de 20 francs 1994.

Un Comité français Pierre-de-Coubertin (CFPC) créé en 1950 et un comité international créé en 1975 perpétuent sa mémoire et son message. Le comité international fédère 24 comités nationaux et le comité français a recensé en France plusieurs toponymes : 45 stades, salles de sports et complexes sportifs ; plus de six cents places, rues, boulevards et avenues dont un pont inauguré à Toulouse en 1969 et 27 établissements scolaires qui portent son nom.
En 1936, le CIO propose Coubertin pour le prix Nobel de la paix, mais cette initiative n’aboutit pas. La procédure initiée pour proposer son entrée au Panthéon est interrompue par sa famille afin de respecter sa volonté d'être enterré en Suisse. Des personnalités, Jean de Beaumont, Erik Orsenna et Guy Drut notamment, relancent ultérieurement l'idée de la panthéonisation du baron,. Pierre de Coubertin reçoit le titre de Gloire du sport en 1994 lors de la seconde promotion, et est intronisé au temple de la renommée World Rugby en 2007, lors de la seconde promotion également.
La médaille Pierre-de-Coubertin (aussi appelée médaille de la sportivité) est attribuée par le CIO aux athlètes ayant démontré un vrai esprit sportif lors des Jeux olympiques. Selon le musée olympique, elle est considérée par le CIO comme sa plus haute distinction et, par beaucoup d'athlètes et connaisseurs, comme la distinction la plus importante qu'un athlète puisse recevoir, plus importante même qu'une médaille d'or.
En France, une pièce de 20 francs à son effigie est tirée en 1994 et une de deux euros en 2013.
En Belgique, une pièce de collection de 10 euros à son effigie est frappée en 2012.
Le 18 juin 2024, une statue à son effigie est dévoilée au musée Grévin de Paris,.

### Hommages des nations
La reconnaissance de Coubertin est internationale, et seules les grandes distinctions françaises manquent à son palmarès. Ses démêlés constants avec les instances sportives nationales dès le début du XXe siècle expliquent probablement en partie ce paradoxe. Parmi l'impressionnante collection de distinctions qu'il a reçues, même ses pires détracteurs comptabilisent : l'ordre impérial de François-Joseph d'Autriche, l'ordre de Léopold II de Belgique, l'ordre de la rose blanche de Finlande, l'ordre du Phénix de Grèce, l'ordre de Saint-Olaf de Norvège, l'ordre d'Orange-Nassau des Pays-Bas, l'ordre de la couronne prussienne, l'ordre de la couronne roumaine, l'ordre royal de l'étoile polaire de Suède et l'ordre de l'étoile de Roumanie.

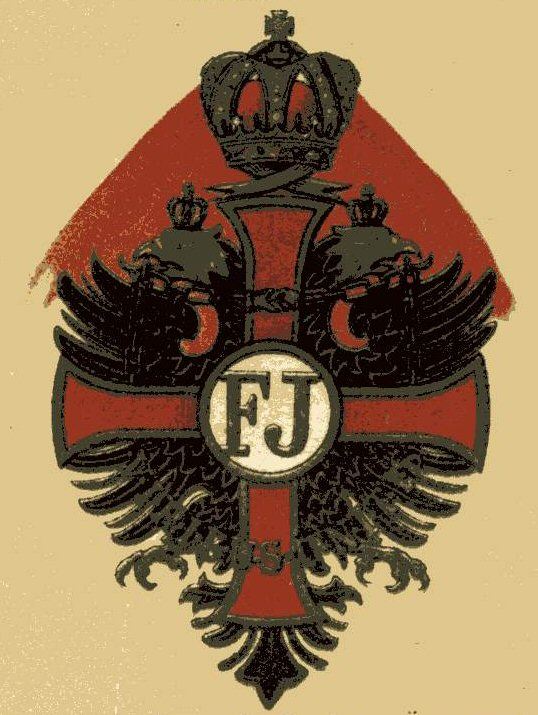
Croix de l'ordre impérial de François-Joseph d'Autriche.
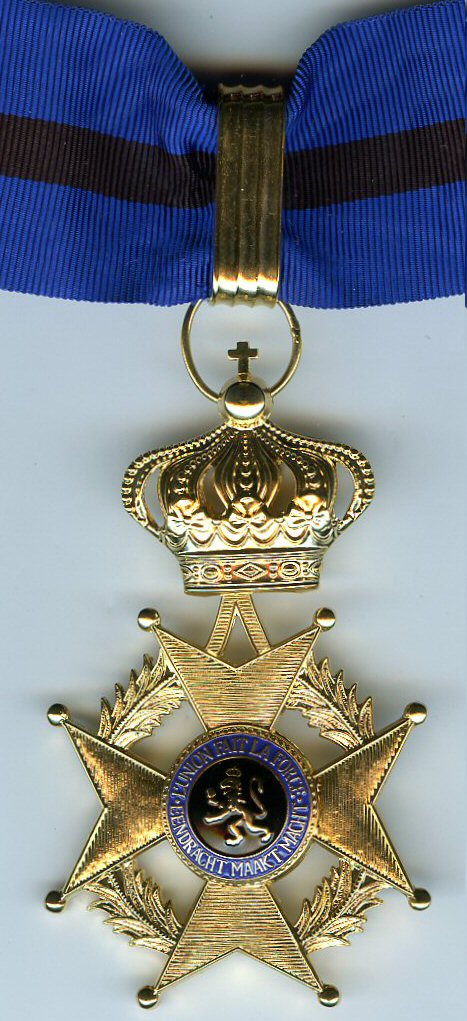
Croix de l'ordre de Léopold II de Belgique.
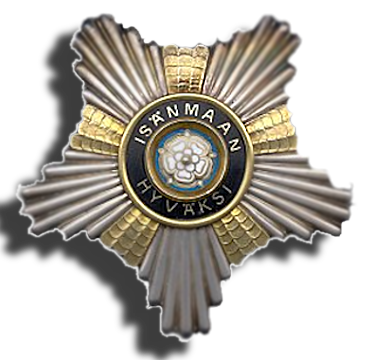
Croix de l'ordre de la Rose blanche de Finlande.
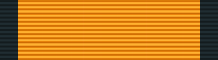
Ruban de l'ordre du Phénix de Grèce.
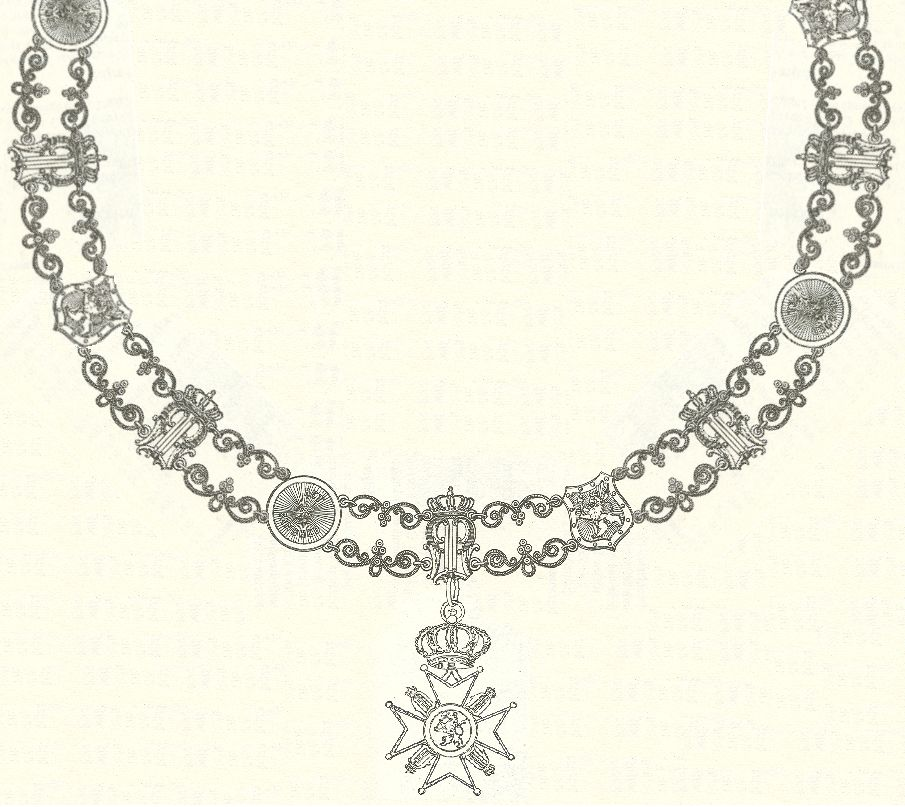
Croix de l'ordre de Saint-Olaf de Norvège.

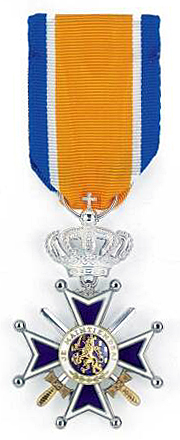
Croix de l'ordre d'Orange-Nassau des Pays-Bas.
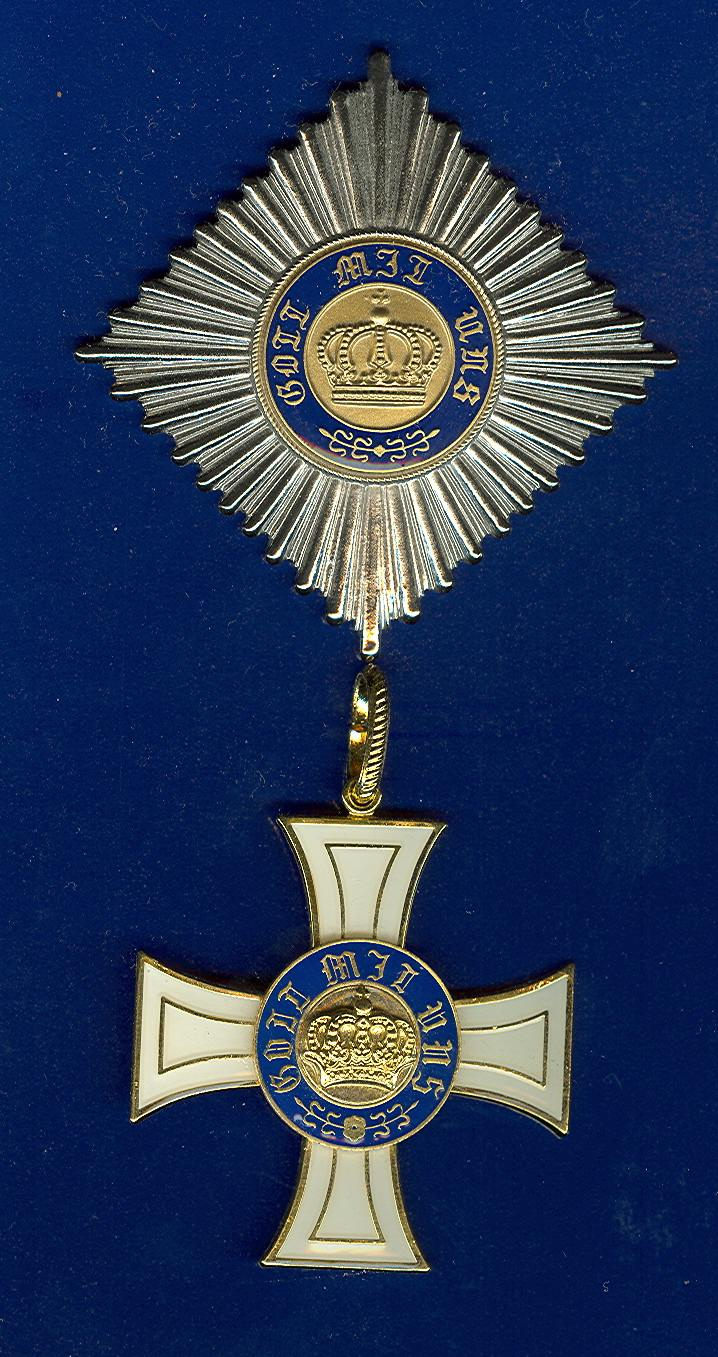
Croix de l'ordre de la Couronne prussienne.
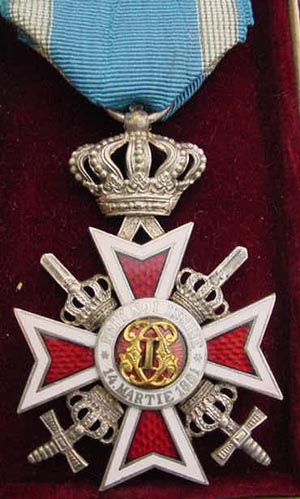
Croix de l'ordre de la Couronne roumaine.
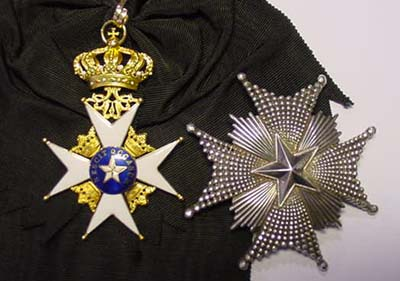
Croix de l'ordre royal de l'étoile polaire de Suède.
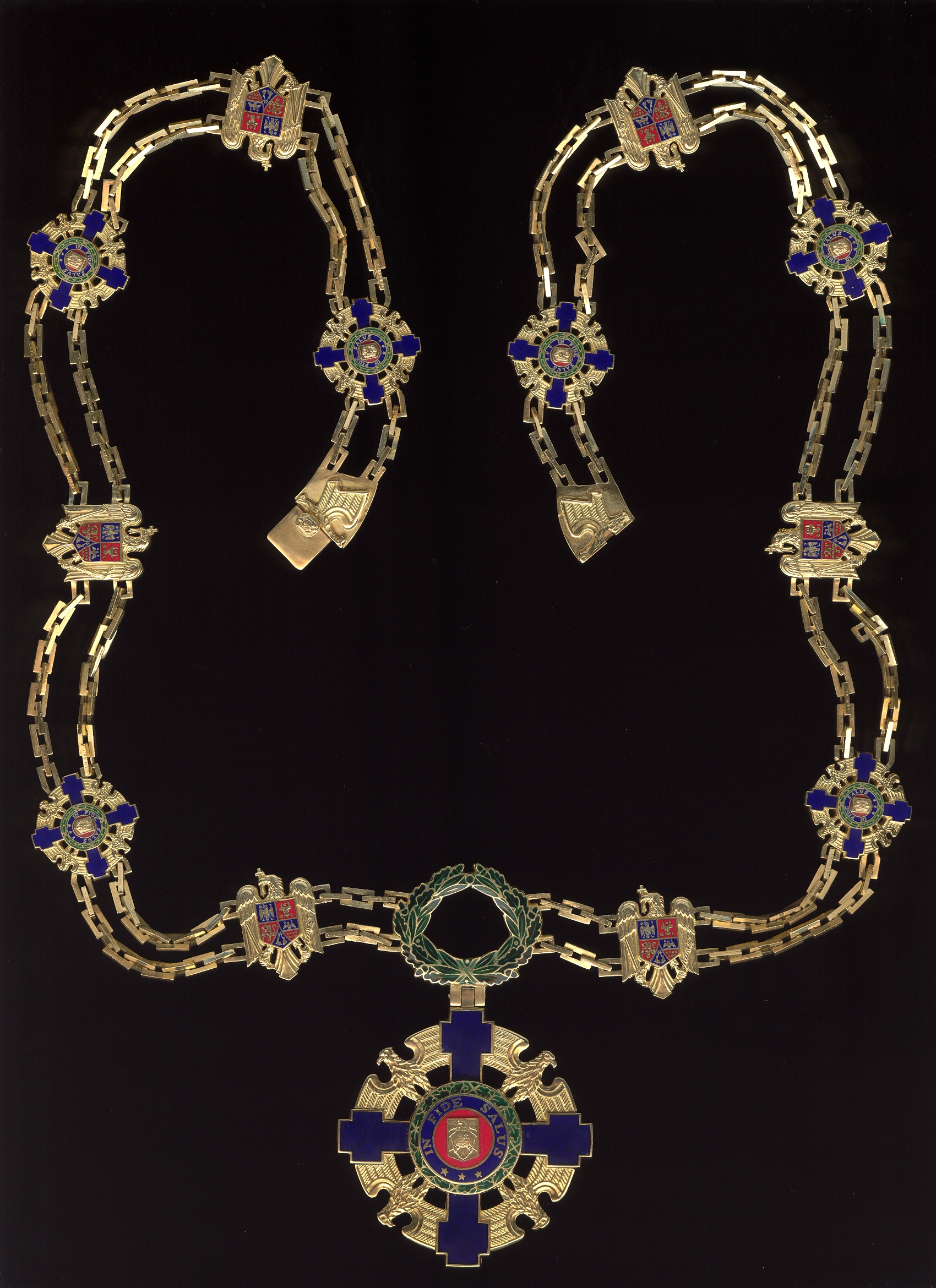
Collier de l'ordre de l'Étoile de Roumanie.

Le CIO a proclamé l'année 2013 « année Pierre de Coubertin » afin de marquer le 150e anniversaire de sa naissance. À cette occasion, outre la frappe d'une pièce commémorative de deux euros à son effigie à l'initiative de l’État, le CFPC crée aussi une médaille commémorative à l'effigie du baron.